# Prinz-Albrecht-Palais
Prinz-Albrecht-Palais – rokokowy pałac znajdujący się w Berlinie od XVIII wieku do lat 40. XX wieku.

## Historia
Pałac został zbudowany w latach 1737–1739 za panowania króla pruskiego, Fryderyka Wilhelma I. Miał on służyć jako rezydencja dla francuskiego barona, François Mathieu Vernezobre de Laurieux. Spadkobiercy mężczyzny sprzedali teren w 1760 roku, a dwanaście lat później nabył go pruski ród Hohenzollernów. Pałac stał się letnią rezydencją dla córki króla Fryderyka Wilhelma, księżniczki Anny Amelii.
W 1830 roku książę Albrecht Hohenzollern, najmłodszy syn króla Fryderyka Wilhelma III, ożenił się z Marianną Orańską. W tym samym roku nabył pałac i zlecił Karlowi Friedrichowi Schinkelowi przeprowadzenie renowacji. Małżeństwo to okazało się jednak nieszczęśliwe i nietrwałe. Para nie była sobie wierna – mężczyzna zdradzał żonę z damą jej dworu, Rozalią von Rauch, a kobieta – ze swym masztalerzem Johannesem van Rossumem. Wybuchł skandal, gdy okazało się, że Marianna jest w ciąży ze swoim kochankiem – doszło do rozwodu, po którym książę ożenił się ponownie, ale jego ponowny ślub – w dodatku z kobietą niższego stanu – wywołał oburzenie i Albrecht musiał opuścić dwór pruski. Mężczyzna przeniósł się do Saksonii, gdzie zajął się innym pałacem – Albrechtsberg.
Po śmierci księcia Albrechta Prinz-Albrecht-Palais odziedziczył jego syn – również Albrecht. Budynek ten pozostawał w posiadaniu Hohenzollernów nawet po rewolucji listopadowej w Niemczech. W latach 1928–1931 pałac był wynajmowany przez rząd niemiecki i używany do przyjmowania ważnych gości, w tym Amanullaha Chana, króla Afganistanu, oraz Fuada I, króla Egiptu.
Po Machtergreifung, które miało miejsce w 1933 roku, do budynku sąsiadującego z pałacem znajdowała się siedziba nowej tajnej policji Gestapo. Rok później służba wywiadowcza Sicherheitsdienst przejęła kontrolę nad Gestapo, a jej szef – Reinhard Heydrich – przeniósł się z Monachium do Prinz-Albrecht-Palais. W 1935 roku naziści zaczęli przejmować kolejne sąsiadujące z pałacem budynki.
Prinz-Albrecht-Palais oraz przylegające do niego budynki zostały zniszczone 23 listopada 1944 roku. W 1961 roku książę pruski, Ludwik Ferdynand Hohenzollern, oficjalnie zrzekł się wszelkich roszczeń do nieruchomości. Obecnie miejsce, w którym znajdował się kiedyś Prinz-Albrecht-Palais jest wykorzystywane do eksponowania Topografii Terroru, wystawy, która koncentruje się na łamaniu praw człowieka przez nazistowskie państwo policyjne.